# Jeri
Jeri (ili jery; stsl. jery) je naziv za dvoslov (ligaturu) glagoljice i stare ćirilice. 
Koristio se za zapis glasa /y/, tzv. stražnjeg i. Za razliku od /i/ taj glas nije uzrokovao palatalizaciju.
U glagoljici i staroj ćirilici je dvoslov bio sastavljen od jor iza kojeg je slijedilo iže:
 (glagoljica)

 (stara ćirilica)
U kajkavskom, čakavskom i štokavskom, kao i u slovenskom, glas /y/ je rano prešao u /i/. U nekim drugim slavenskim jezicima, /y/ je ostao kao poseban glas, npr. u poljskom y (npr. mysz) te u ruskom ы (npr. мышь - myš'). U češkom se po tradiciji i dalje koristi poseban znak y iako se izgovara kao i (npr. myš).

## Poveznice
- Ruski jezik
- Hrvatski jezik
- Staroslavenski jezik
- jor
- iže

## Vanjske poveznice
- Definicija glagoljice u standardu Unicode (PDF) (eng.)
- Stranica R. M. Cleminsona, s koje se može instalirati font Dilyana koji sadrži glagoljicu po standardu Unicode (eng.)

## Napomene
1. ↑  Nazivi glagoljskih slova izvorno su na staroslavenskome, koji ima neke glasove kojih u hrvatskome nema. Prilagodba originalnih naziva na hrvatski nije jednoznačna. Nazivi ovdje su prema tablici u Hrvatskoj općoj enciklopediji, svezak 4, »Glagoljica«, s tim da se nazalni glasovi ę i ǫ, koji se u enciklopediji bilježe kao en i on, zamjenjuju s e i u, što su najčešći odrazi tih glasova u hrvatskom (stsl. imę, rǫka prema hrv. ime, ruka). To donekle odstupa od uvriježenih naziva u dijelu literature.